# Гробље ослободилаца Београда 1944.
|  | Овај чланак је део чланка о Споменицима посвећеним Народноослободилачкој борби 1941—1945. |

Гробље ослободилаца Београда 1944. је спомен-гробље посвећено југословенским и совјетским борцима погинулим у борбама за ослобођење Београда, октобра 1944. године. Уређено је отворено 20. октобра 1954. године поводом десетогодишњице ослобођења, а налази се у улици Мије Ковачевића, преко пута главног улаза у Ново гробље. Овде је сахрањено 1.395 бораца НОВЈ и 818 бораца Црвене армије.
Ово спомен-гробље је први меморијални комплекс изграђен у Београду, након завршетка Другог светског рата. Уређено је као парковска површина, са добро укомпонованим појединачним и групним надгробним плочама, по пројекту архитекте Бранка Бона и инжењера хортикултуре Александра Костића. На улазу у гробље налази се монументална капија са рељефима, који су дело вајара Радете Станковића, док се у самом парку налази скулптура Црвеноармејац, рад вајара Антуна Аугустинчића. Године 1988, на платоу испред гробља је подигнута скулптура Партизан на вечној стражи, рад Радете Станковића.
Од отварања спомен-гробља, 1954. године на њему се сваког 20. октобра полажу венци поводом Дана ослобођења Београда у Другом светском рату, као и 9. маја поводом Дана победе на фашизмом. Године 2009, гробље је поводом шездесетпете годишњице ослобођења било детаљно уређено и обновљено.

## Положај
Гробље ослободилаца Београда простире се на 1,12 хектара парковске површине. Улаз у спомен-гробља се избија на улицу Мије Ковачевића, тачно преко пута главног улаза у Ново гробље. Већим делом леве стране спомен-гробља се налази зид, који ово гробље раздваја од Јеврејског гробља, док мањим делом гробље избија на двориште вртића „Мали принц”, који послује у оквиру Предшколске установе „Бошко Буха”. Са задње стране гробља се налази двориште основне школе „Ослободиоци Београда”, док се са десне стране гробља протеже Прерадовићева улица.
Гробље је лоцирано на самој граници градских општина Палилула и Звездара, које раздваја улица Мије Ковачевића, па се тако Гробље ослободилаца Београда и Јеврејско гробље налазе на територији Палилуле, док се Ново гробље налази на територији Звездаре.

## Историјат

### Београдска операција
Борбе за ослобођење Београда у Другом светском рату вођене су од 14. до 20. октобра 1944. године, у склопу Београдске операције, која је вођена од 10. до 22. октобра. Прва армијска група НОВ и ПОЈ, под командом генерала Пека Дапчевића, добила је у другој половини 1944. години задатак да ослободи Београд. У овом подухвату она је подржана од стране совјетског Четвртог механизованог корпуса, под командом генерала Владимира Жданова. На ширем подручју Београда, Немци су располагали са око 40—50 пешадијских батаљона, четири тенковска батаљона и 12—16 артиљеријских дивизиона. У уводним борбама од 10. до 14. октобра партизанско-совјетске снаге су савладале немачки отпор на прилазима Београда и избиле на периферију града. Борбе у граду, вођене су од 14. до 20. октобра, као и са немачком смедеревском групацијом која је уништена код Авале, после безуспешног покушаја да се споји с немачким снагама у граду.
Београд је ослобођен 20. октобра, а два дана касније и Земун. У Београдској операцији Немци су имали 16.800 мртвих и 8.739 заробљених војника. Прва армијска група НОВ и ПОЈ имала је 2.944 мртвих и 3.379 рањених, док је Четврти моторизовани корпус имао 960 мртвих. Уништењем немачке смедеревске групације заплењено је 1.500 разних моторних возила, 80 тенкова и 200 топова. Ослобођењем Београда била је за преостали одбрамбени систем Немаца на Балкану пресечена, на најосетљивијем месту, основна магистрала Балканског полуострва Солун—Београд—Будимпешта. Након ослобођења централне Србије и Београда, немачка група армија „Е”, која се повлачила из Грчке и Албаније, морала је да се пробија кроз слабо комуникативне области, што је сасвим успорило њено повлачење и огромно повећало њене губитке.

### Првобитна сахрањивања
Одмах по ослобођењу Београда 1944. године, почело је обележавање места на којима су сахрањивани борци погинули у борбама за ослобођење града. На Позоришном тргу (данас Трг републике) је 27. октобра сахрањена је већа група совјетских бораца, а сахрани су поред великог броја грађана присуствовали и генерал-лајтнант Владимир Жданов, командант Четвртог гардијског механизованог корпуса Црвене армије и генерал-лајтнант Пеко Дапчевић, командант Прве армијске групације НОВЈ. У периоду до децембра подигнуто је укупно 18 великих и 84 мала споменика совјетским борцима, а поред споменика на Позоришном тргу истицали су се споменици — на Славији, код Вуковог споменика, код Студентског дома, на Старом сајмишту и др. Ови споменици, уклоњени су почетком педесетих година, а посмртни остаци су пренети на простор преко пута Новог гробља. Као разлози за уклањања ових споменика и гробница, истичу се два разлога - први политичке природе јер је 1948. године дошло до захлађења односа између ФНРЈ и СССР, а други естетске јер је било неприкладно да се у централним деловима града налазе гробнице.

### Спомен-гробље
Спомен-гробље ослободиоцима Београда изграђено је 1954. године по идеји архитекте Бранка Бона, док је парк унутар спомен-гробља пројектовао инжењер Александар Крстић. Аутор камене капије и рељефа на њој је вајар Радета Станковић, а аутор скулптуре „Црвеноармејац“, која се налази у унутар спомен-гробља, је вајар Антун Аугустинчић.
Од 2.944 бораца Народноослободилачке војске и партизанских одреда Југославије (НОВ и ПОЈ) и 961 борца совјетске Црвене армије, колико их је погинуло током борби за ослобођење Београда, од 12. до 20. октобра 1944. године, у заједничкој гробници сахрањено је 1.386 бораца НОВ и ПОЈ и 711 бораца Црвене армије.

## Изглед
На уласку у гробље налази се камена капија изнад које стоји натпис Ослободиоцима Београда 1944. На капији се са леве и десне стране се налазе рељефи израђени у брачком мермеру - леви рељеф приказује „партизанске и совјетске борце у борби са окупатором“, а десни рељеф „сусрет народа - радника и сељака са ослободиоцима“. Са унутрашње стране капије налазе се натписи:
ЗА ОСЛОБОЂЕЊЕ БЕОГРАДА ОД ФАШИСТИЧКИХ ОКУПАТОРА ДАЛИ СУ СВОЈЕ ЖИВОТЕ 2944 БОРЦА НАРОДНО-ОСЛОБОДИЛАЧКЕ ВОЈСКЕ ЈУГОСЛАВИЈЕ И 961 БОРАЦ ЦРВЕНЕ АРМИЈЕ * НА ОВОМ ГРОБЉУ САХРАЊЕНО ЈЕ 1386 БОРАЦА НАРОДНО-ОСЛОБОДИЛАЧКЕ ВОЈСКЕ ЈУГОСЛАВИЈЕ и 711 БОРАЦА ЦРВЕНЕ АРМИЈЕ
У БОРБАМА ЗА ОСЛОБОЂЕЊЕ БЕОГРАДА ОКТОБРА 1944 ГОДИНЕ УЧЕСТВОВАЛЕ СУ 1 ПРОЛЕТЕСКА * 6 ПРОЛЕТЕРСКА ЛИЧКА * 21 И 23 СРПСКА * 11 БОСАНСКА * 5 КРАЈИШКА * 16 И 36 ВОЈВОЂАНСКА И 28 СЛАВОНСКА ДИВИЗИЈА НАРОДНО-ОСЛОБОДИЛАЧКЕ ВОЈСКЕ ЈУГОСЛАВИЈЕ И IV МОТО-МЕХАНИЗОВАНИ КОРПУС ЦРВЕНЕ АРМИЈЕ
Спомен-гробље ослободиоцима Београда свечано је отворено 20. октобра 1954. године у оквиру прославе десетогодишњице ослобођења Београда. Свечаном отварању гробља тада су присуствовали - Моша Пијаде, председник Савезне народне скупштине; Александар Ранковић, потпредседник Савезног извршног већа; Петар Стамболић, председник Народне скупштине Србије; Ђуро Салај, председник Централног већа Савеза синдиката Југославије; генерал-пуковник Пеко Дапчевић, начелник Генералштаба ЈНА; Ђурица Јојкић, председник Народног одбора града Београда; Василиј Ваљков, амбасадор Совјетског Савеза; као и друге истакнуте личности из политичког живота Југославије и Србије, представници организације Савеза бораца, многобројни грађани и чланови породица погинулих.
На Дан победе над фашизмом 9. маја 1988. испред спомен-гробља откривен је споменик „Партизан на вечној стражи“, рад вајара Радете Станковића. Овај споменик висок 2,8 m представља партизана победника са спуштеном пушком — као обележје мира. Споменик партизану у камену који стоји на вечној стражи и чува своје другове — пале борце, открио је генерал-пуковник Пеко Дапчевић.
Поводом прославе 65. годишњице ослобођења Београда и посете председника Руске Федерације Дмитрија Медведева Србији, октобра 2009. године, спомен-гробље је детаљно уређено и обновљено.
- Лева страна рељефа на улазу у спомен—гробље са приказом из борбе
- Улаз у гробље
- Десна страна рељефа на улазу у спомен—гробље са приказом дочека ослободилаца

## Хероји
Међу 1.386 бораца НОВ и ПОЈ и 711 борца Црвене армије, колико их је сахрањено на Гробљу ослободилаца Београда, налазе се и имена истакнутих бораца, народних хероја Југославије и хероја Совјетског Савеза. Неки од сахрањених су:
- Бранко Ђоновић
- Милисав Ђуровић
- Махмут Ибрахимпашић Машо
- Слободан Јовић
- Душан Милутиновић
- Васил Михаилов
- Вера Мишчевић
- Блажо Попивода
- Федор Федин

## Галерија
- Детаљ са каменог рељефа на улазу у гробље
- Црвеноармејац, рад вајара Антуна Аугустинчића
- Партизан на вечној стражи, рад вајара Радете Станковића
- гроб Маше Ибрахимпашића
- Гроб Бранка Ђоновића и Слободана Јовића
- гроб непознате партизанке
- гроб Василиа Михаилова, Хероја СССР
- гроб Федора Федина, Хероја СССР
- Гроб Блаже Попиводе и Душана Милутиновића